# 法兰西防御
法蘭西防禦，是一個古老的國際象棋開局，王兵開局的一種，走法為：
1.e4 e6
早在16世紀末期，法國著名棋手波列利奧就對它進行一連串詳盡的分析與研究。而後在1834年至1836年間，於英國倫敦－法國巴黎的國際象棋通信對抗賽中，巴黎棋士即以此一開局體系大勝倫敦棋士，因此得名。到了20世紀時，此一開局得到了眾多國際職業棋士們廣泛的運用與研究並大量充實其內容，繼而成為眾多國際職業棋士們所喜愛的開局之一。

## 開局戰略思想
此開局的戰略思想，從黑白兩方的角度：
黑方：先盡力鞏固王翼，以及用兵e7-e6和d7-d5來防止白方象走f1-c4之後針對f7兵的攻略來保持中心均勢，而後透過兵c7-c5在後翼進行組織反擊。但其缺點為c8象將會被己方兵鏈所阻滯，無法出動。
白方：盡力保持空間及出子上之優勢，於中心及王翼組織進攻。總歸而言，法蘭西防禦對黑方來說乃是一個較為堅實有利的布局。
- Watson, John.  3rd edition. Everyman Chess. 2003.
- Eingorn, Viacheslav. . Gambit Publications. 2008. ISBN 1-904600-95-6.

## 延伸閱讀
- Keene, Raymond. . Batsford. 1984. ISBN 0-7134-4577-7.
- Psakhis, Lev. . Batsford. 2003. ISBN 9780713488432.
- Psakhis, Lev. . Sterling Pub. 2003. ISBN 9780713488258.
- Moskalenko, Viktor. . New In Chess. 2008. ISBN 978-90-5691-245-1.
- Tzermiadianos, Andreas. . Everyman Chess. 2008. ISBN 9781857445671.
- Vitiugov, Nikita. . Chess Stars. 2010. ISBN 978-954-8782-76-0.
- Moskalenko, Viktor. . New In Chess. 2010. ISBN 978-90-5691-327-4.

## 外部連結
- The Anatomy of the French Advance （页面存档备份，存于）